# Alianza para la Reliberación de Somalia
La Alianza para la Reliberación de Somalia (ARS) es una organización creada en septiembre de 2007 entre la Unión de Cortes Islámicas y otros grupos de oposición al Gobierno reunidas en Asmara. El objetivo principal era la lucha contra las fuerzas etíopes que apoyaban al Gobierno Transicional de Somalia.

## Composición
Los principales líderes de la ARS inicial eran Hassan Dahir Aweys, considerado del ala dura, el presidente ejecutivo Sharif Sheid Ahmed, del ala moderada, Sharif Hassan Sheid Aden, antiguo portavoz de la UCI, y Hussein Mohamed Farrah Aydid, que contaba con el apoyo del subclan hawiye de los habar gedir y otros grupos hawiye. Se estableció una Constitución y un Comité Central de 191 miembros dirigido por Sharif Hassan Sheid Aden, con un comité ejecutivo de 10 miembros presidido por Sharif Sheid Ahmed. Sheif Hassan Dahir Aweys no aceptó cargo alguno. El reparto de poder entre los miembros de las antiguas facciones dentro de la alianza es desigual.
El Movimiento de la Juventud Mujahideen declaró no estar vinculado a la nueva organización.

## Historia
En mayo de 2008 se produjo una división entre el ala moderada de Sharif Sheikh Ahmad que apostaba por negociar con el Gobierno Transicional de Somalia y el ala radical, que se oponía a ello. Entre el 31 de mayo y el 9 de junio se realizó una conferencia de paz en Yibuti con la mediación del enviado especial de la ONU, Ahmedou Ould-Abdallah. La conferencia acordó el establecimiento de una tregua de 90 días, la retirada de las tropas etíopes y el despliegue de fuerzas de la ONU. La firma del acuerdo se hizo en La Meca entre Ahmed y el primer ministro del Gobierno Transicional de Somalia, Nur Hassan Hussein.
Aweys rechazó el acuerdo y negociar con la facción de Ahmed (28 de julio), alegando que Ahmed no estaba autorizado para realizar pacto alguno.